# FreeSBIE
FreeSBIE – system operacyjny, dystrybucja typu Live CD oparta na FreeBSD. Na płycie znajduje się (oprócz standardowych uniksowych komend) różnorodne oprogramowanie, m.in. X11, Fluxbox, Xfce, Firefox, MPlayer, XMMS, OpenOffice.org, GIMP.